# Seznam knížat z vůle nizozemských panovníků
Tento článek přináší seznam vévodů a knížat jmenovaných nizozemskými panovníky (tj. panovníky vládnoucími v minulosti ve státech tzv. Beneluxu). Uvedena jsou knížata a knížecí rody od prvních nobilitací až po současnost.

## Úvod

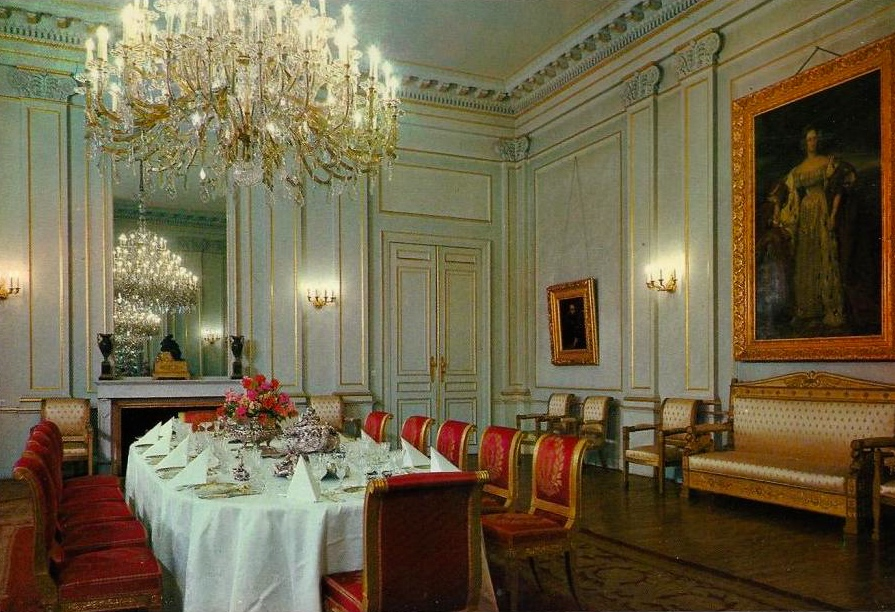
Modrý salon v Bruselu, kde se schází poradní sbor belgického krále, složený výlučně z hlav zemských knížecích rodů

Země dnešního Beneluxu, tj. Nizozemí, Belgie a Lucembursko, případně jejich nejbližší příhraničí v okolních státech, historicky svázané s touto oblastí, patří k těm relativně málo zemím Evropy, kde mezi šlechtou byl a je znám titul knížecí. Ještě vzácnější je pak souběžný výskyt titulů knížete a vévody jako dvou řádných šlechtických hodností. Kníže a vévoda zde od pozdního středověku, resp. od raného novověku navíc nebyly jen tituly panovnické, ale též šlechtické. Jejich vzájemné postavení se utvářelo postupně. Oba stály na vrcholu místní šlechtické hierarchie, ale až do vzniku Rakouského Nizozemí byl knížecí titul nadřazen vévodskému, zatímco v Rakouském Nizozemí se tento poměr po vzoru habsburské monarchie a Německa obrátil. V některých obdobích a některých místních státních útvarech navíc nebyly tyto tituly či jeden z nich vůbec šlechtě přiznán. Současná Belgie akceptuje pouze knížecí hodnost v řadách zemské šlechty. Knížecí (vévodský) titul byl někdy spojen s držbou (titulárního) knížectví, jindy ne, někdy byl dědičný pouze pro prvorozené syny, jindy pro veškeré potomky.
Od přelomu raného a vrcholného středověku netvořilo "Nizozemí", tedy dnešní Benelux politicky jednotný prostor, ale dělil se na řadu feudálních panství s téměř suverénními vladaři a místní poměry tak přesně odpovídaly situaci ve Svaté říši římské, kam Nizozemí – až na Flanderské hrabství poddané francouzské Koruně – náleželo. Některým pánům příslušel stav knížat Svaté říše, z duchovních knížat šlo o biskupy z Utrechtu, Lutychu a biskupy, od roku 1559 arcibiskupy z Cambrai a také o abatyše z Thornu, z Eltenu a od r. 1610 také z Munsterbilzenu. Světskými teritoriálními vévody byli vladaři Brabantska a Limburska, do říšského knížecího stavu s titulem markrabě byli roku 1188 povýšeni vládci Namuru, na vévodství a říšská knížectví byla povýšena hrabství Bouillon (kol. pol. 13. stol., definitivně r. 1456), Geldern (1339), Lucemburk (1354) a sousední Kleve (1417). V roce 1369 udělil císař Karel IV. burgundskému vévodovi Filipovi Smělému lenní práva na Burgundské hrabství podléhající říši, které vévoda obdržel sňatkem. Burgundská větev rodu Valois pak bez císařského potvrzení a oblénění postupně získávala jednotlivé země v Nizozemí, kde se burgundští vévodové zmocnili dědictví mj. po Wittelsbaších a Lucemburcích. Za burgundských vévodů došlo ke jmenování první zemské šlechty a dokonce k udělení prvních knížecích titulů, což bylo v rozporu s říšským právem a navíc značně neobvyklé. Tato zavedená praxe se ale uchytila a knížecí tituly, spolu s tituly vévodů a markýzů a ostatních nižších titulů známých v západní Evropě, pak udíleli i Habsburkové, mj. Karel I., za něhož byl sjednocovací proces Nizozemí dokončen.
Praxe povyšování do knížecího stavu pak trvala téměř ve všech státech v regionu prakticky do současnosti. Pouze v Republice spojených provincií a v tzv. Spojených státech belgických (1790) žádná šlechta oficiálně neexistovala, tudíž k povyšování nemohlo docházet. Bez knížecího titulu se obešla zcela nanovo konstituovaná šlechtická společnost Holandského království pod vládou Ludvíka Bonaparta. V období novověku se navíc v oblasti rozkládaly dva krátkodobé velké státy, které byly samy knížectvími, tudíž jmenování vlastních knížat-šlechticů nepřicházelo v úvahu: šlo o Nizozemské knížectví (Principauté de Pays-Bas) pod vládou kurfiřta Maxe Emanuela na území dřívějšího Španělského Nizozemí (1712-1714) a Nizozemské knížectví (Vorstendom der Nederlanden), přímý předchůdce velkého Nizozemska (1813-1815).
Knížata a vévodové, jako nejvyšší zemská šlechta nebyly obvykle omezeni majetkem a styky jen na malé Nizozemí, resp. jen jeho jižní část. Vedle statků v Německu, Španělsku, Itálii i jinde bývaly takovéto rody mnohdy i součástí tamních stavovských společenství a místní panovníci jim s lény udělovali i tamní tituly. Mnohdy navíc byl takový "cizí" panovník totožný s aktuálním vládcem Nizozemí a vládl nad několika státy v personální unii. Vedle titulů v následujícím seznamu, které odrážely svébytnou nizozemskou titulaturu a na Svaté říši římské nezávislou šlechtickou společnost (podobně jako v českých zemích před r. 1627), tak řada rodů dosáhla knížecí a vévodské hodnosti i jinde. Významná zemská knížata z rodů Arenbergů, Ligne, Croÿ nebo Thurn-Taxisů byla knížaty v říši. Z tradičních říšských rodů se naopak rod Salmů stal držitelem některých "burgundských" zemských knížectví (vévodství). Některá zemská knížata dosáhla knížecích nebo vévodských hodností v Neapolsku, Španělsku i v povětšinou nepřátelské Francii (rod Croÿ byl jmenován r. 1518 španělskými vévody ze Sorie neapolskými vévody z Archi ve Francii se stal roku 1598 vévody z Crouy, r. 1561 knížaty z Château-Porcien, r. 1773 vévody z Wailly a r. 1816 vévody z Tourzel, Charles, druhý vévoda dʻUrsel zdědil r. 1739 ve Francii knížectví Arches-Charleville, princ a vévoda Pierre dʻAlcántara Charles z rodu Arenbergů se stal r. 1827 francouzským vévodou z Arenbergu), některé staré nizozemské rody dosáhly knížecí hodnosti pouze v cizině (jedna větev lucemburských hrabat z Lannoy se stala v Neapolsku r. 1526 knížaty ze Sulmony, jiná roku 1840 pruskými knížaty von Rheina-Wolbeck, hrabata z Egmontu se stala v l. 1423-1473 panujícími říšskými vévody z Geldern, i když bez císařského potvrzení a protiprávně). Někdy získaly v Nizozemí statky, které nebyly knížectvími zahraniční knížecí rody (např. ve Spojených provinciích se falcko-sulcbašský kníže a později falcký kurfiřt Karel Teodor stal v l. 1729-1795 markrabětem z Bergenu op Zoom, hrabství Bergh držel v l. 1769-1913 kníže Hohenzollern-Sigmaringen a hrabství Egmont získal rod Pignatelli, neapolští vévodové z Bisaccia, kteří ovšem po Egmontech podědili také knížectví Gavre ve Španělském Nizozemí. Dále např. říšská knížata Löwenstein-Wertheim a následně Stolberg-Gedern držela hrabství Rochefort na pomezí Lucemburska a Lutyšského biskupského knížectví atd.). Některé rody dokázaly při naplňování svých mocenských a prestižních ambicí krátkodobě těžit také z chaotické pohraniční polohy mezi Svatou říší římskou a sílící Francií. Francouzský rod La Tour de Auvergne získal r. 1642 Bouillon, formálně říšské vévodství v jižním sousedství Španělského Nizozemí, kde ale vládl jako leník francouzské Koruny, naopak Henri Robert z rodu říšských hrabat z Marky (de la Mark), v té době Habsburkům oddaný panující vévoda z Bouillonu, odtrhl r. 1560 od Francie malé území jižně od svého vévodství a prohlásil jej za suverénní Knížectví Sedan., nezávislé na Francii i říši. Zcela výjimečně mohl i některý zahraniční panovník se zájmy v oblasti povýšit místního šlechtice na knížete, aniž by se tento šlechtic stal součástí stavovské obce v mateřské zemi cizího panovníka (roku 1513 povýšil král Jindřich VIII., barona z Ligne na knížete z Mortagne).

## Seznam

### Nizozemská knížectví a vévodství
| Znak knížectví | Název knížectví (vévodství) | Datum vzniku         | Datum zániku | Knížecí rody | Jména prvních knížat z každého rodu | poznámky |
| -------------- | --------------------------- | -------------------- | ------------ | --- | --- | --- |
|                | Steenhuyse                  | kol. r. 1400         | 1792         | 1. Steenhuyse (kol. r. 1400-1443) 2. Gruuthuse (1443-1556) 3. Egmont (1556-1605) 4. Richardot (1605-1752) 5. Wolff (1752-1784) 6. Hane (1784-1896) | 1. asi Felix van Steenhuyse 2. Jan (IV.) van Gruuthuse 3. Lamoraal, hrabě van Egmont, kníže z Gaveren 4. Claude de Richardot 5. hrabě Jeanne Baptiste dʻHane | V burgundských poměrech výjimečný knížecí titul (jediný vévody udělený) byl udělen Filipem Smělým či Janem Nebojácným kvůli tradičně dobrým vztahům rodiny van Steenhuyse s flanderskými hrabaty (burgundští vévodové byli taktéž hrabaty ve Flandrech) |
|                | Amblise                     | 1416 (první zmínka)  | Ex.          | 1. Apremont (1416-1534) 2. Anglure (1534-1732) 3. Ligne (vzdorokníže 1608-)                                                                        | 1. hrabě Gobert dʻApremont 2. René dʻAnglure, pán v Bourlémontu a Conflans 3. princ Florent de Ligne (vzdorokníže) | Původ knížectví je nejasný, mohlo jít o povýšení ze strany burgundských vévodů, cizích panovníků nebo o svévolné přisvojení si titulu. 20. dubna 1608 byl titul oficiálně přiznán rodu Ligne, ačkoli knížectví nadále držel rod Anglure. Knížecí titul byl u rodu Ligne svázán s titulem knížete z Epinoy (viz níže). |
|                | Montglion                   | 1417 (24. listopadu) |              | 1. Béthune 2. Merode-Trélon | 1. Guillaume de Béthune, hrabě z Namuru, pán z Argenteau 2. Claude Francois de Merode-Trélon, baron de Rai | |
|                | Chimay                      | 1486 (9. dubna)      | Ex.          | 1. Croÿ-Chimay (1486-1527) 2. Croÿ-Aarschot (1527-1612) 3. Arenbergové (1612-1686) 4. Henin-Liétard (1686-1804) 5. Riquet de Caraman (1804-)       | 1. Charles (I.) de Croÿ, hrabě z Chimay 2. Philippe (II.) de Croÿ, vévoda ze Sory a Archi, hrabě z Porcéan a Beamontu 3. princ Alexander von Arenberg 4. Philippe-Louis de Hénin-Liétard, hrabě z Boussy 5. François Joseph Philippe de Riquet de Caraman           | - Šlo oficiálně o říšské knížectví, které ovšem nepřestalo podléhat svrchovanosti Burgundska, de facto tedy šlo o nizozemské knížectví. - Říšský knížecí titul knížat z Chimay se vztahoval pouze na rod Croÿ a od 4. září 1735 také na rod Hénin-Liétard. Rody Arenbergů (jinak taktéž říšských knížat) a Riquet de Caraman byli jen španělsko-nizozemskými, resp. nizozemskými a belgickými knížaty ze Chimay. - Od 24. července 1804 až do současnosti drží titul a statky hlava původem španělské rodiny Riquet de Caraman |
|                | Aarschot (vévodství)        | 1534 (1. dubna)      | Ex.          | 1. Croÿ (1534-1612) 2. Arenbergové (1612- ) | 1. Philippe (II.) de Croÿ, kníže z Chimay, vévoda ze Sory a Archi, markýz z Renty, hrabě z Porcéan a Beaumontu 2. kníže Philipp Karl von Arenberg | |
|                | Gaveren/Gavre               | 1540 (11. října)     | 1801         | 1. Egmont (1540-1693) 2. Pignatelli (1693-1801) | 1. hrabě Lamoraal van Egmont 2. Don Procope Pignatelli, vévoda z Bisaccia | |
|                | Épinoy                      | 1545                 | 1787         | 1. Melun (1545-1749) 2. Rohanové (1749-1787) 3. Ligne (vzdorokníže, 1592-)                                                                         | 1. vikomt Hugues de Melun, hrabě z Épinoy, pán z Antoing 2. Charles de Rohan, vévoda Rohan-Rohan, kníže ze Soubise 3. hrabě Lamoraal de Ligne (vzdorokníže) | - Šlo oficiálně o říšské knížectví, které ovšem nepřestalo podléhat svrchovanosti Burgundska, de facto tedy šlo o nizozemské knížectví - Titul říšských knížat z Épinoy se vztahoval jen na rod vikomtů z Melunu, navíc od roku 1659 bylo knížectví součástí Francie - Protože první kníže Hugues (Hugo) se připojil k nizozemské revoluci, byl mu majetek r. 1577 Filipem II. zkonfiskován a předán jeho příbuznému Robertovi z Melunu, markýzi z Roubaix. Huguesovým dědicům byl ovšem vrácen arcivévodou Albrechtem 16. srpna 1602. Mezitím se však dcera a dědička po Robertovi z Melunu Anna provdala za hraběte Lamoraala z Ligne a roku 1592 rod Ligne titul knížat z Épinoy zdědil. Od té doby až do vymření rodu Rohan-Soubise byla držba titulu sporná, 31. května 1923 jej belgický král Leopold (již bez vazby na knížectví) rodu Ligne potvrdil (viz níže) |
|                | Hilst                       | 1563 (23. května)    |              | Affaytadi | Francois Charles d'Affaytadi, baron de Ghistelles, pán z Hilstu | Šlo oficiálně o říšské knížectví, které ovšem nepřestalo podléhat svrchovanosti Knížecího biskupství Lutych. De facto tedy šlo o nizozemské knížectví. Hilst je starým názvem Hasseltu. |
|                | Ligne                       | 1602 (8. srpna)      | Ex.          | Ligne | kníže Lamoraal (I.) de Ligne, kníže z Épinoy | |
|                | Barbançon                   | 1614 (8. února)      | 1693         | Arenbergové | princ Robert de Ligne-Arenberg | |
|                | Havré (vévodství)           | 1627                 | 1839         | Croÿ | Charles Philippe de Croÿ, markýz z Renty | |
|                | Robecque/Robech             | 1630 (31. července)  | 1860         | Montmorency | Jean de Montmorency, markýz z Morbecque, hrabě z Estaires | Současný název je Robecq |
|                | Masmines                    | 1652 (1. srpna)      | 1767         | Vilain de Gand | Philippe Balthazar Vilain de Gand de Mérode, hrabě z Isenghien a Masmines | |
|                | Buggenhout                  | 1658 (12. července)  | 1727         | Bournonville | Alexander II. de Bournonville, bývalý vévoda z Bournonville | |
|                | Hornes                      | 1677 (19. října)     | 1824         | 1. Hornes (1677-1763) 2. Salm-Kyrburg (1763-1817)                                                                                                  | 1. Eugene Maximilien de Hornes, hrabě z Baucignies a Houterecke 2. kníže Philipp Joseph von Salm-Kyrburg | |
|                | Solre                       | 1677 (14. listopadu) | 1791         | Croÿ | Philippe Emanuel de Croÿ, hrabě ze Solre, baron z Beaufortu | Centrem knížectví bylo městečko Solre-le-Château v jižním, francouzském Henegavsku. Již od nijmegenského míru součást Francie. |
|                | Isenghien                   | 1678 (6. května)     | 1767         | Vilain de Gand | Jean Alphonse Vilain de Gand de Mérode, kníže z Masmines, hrabě z Isenghien, Middelbourgu, Oignies a Viandenu | |
|                | Tour et Tassis              | 1681 (19. února)     | 1835         | Thurn-Taxisové | hrabě Eugéne Alexandre Thurn-Taxis | V okolí dnešního Haut Ittre, přejmenování obce a panství na Tour et Tassis bylo zvláštní milostí krále Karla II. rodu Thurn-Taxisů |
|                | Rache                       | 1681 (30. prosince)  |              | Berghes de Saint-Winock | Eugéne Louis de Berghes de Saint-Winock, hrabě z Rache | |
|                | Everbergh                   | 1686 (1. května)     | 1830         | 1. Rubempré (1686-1704) 2. Merode-Montfort (1704-1759) 3. Merode-Westerloo (1759-)                                                                 | 1. Philippe Antoine Dominigue de Rubempré, hrabě z Vertaigne, baron z Everberghu 2. hrabě Philippe Francois de Merode-Montfort 3. hrabě Guillaume Charles Ghislain de Merode-Westerloo, markýz z Westerloo                                                          | Současný název je Everberg |
|                | Berghes/Grimbergen          | 1686 (23. května)    | Ex.          | 1. Glymes (1686-1720) 2. Albert de Luynes (1721-1758) 3. Ongnies (1758-1791, resp. 1842 po přeslici) 4. Merode-Westerloo (1827-)                   | 1. Philippe Francois de Glymes, hrabě z Grimberghen 2. Louis Joseph Albert de Luynes, hrabě z Wertingenu a Hohenreichenu 3. Ferdinand Joseph dʻOngnies, hrabě z Coupigny 4. hrabě Henri Maria Ghislain de Merode, kníže z Rubempré a Everberghu, markýz z Westerloo | |
|                | Hoboken (vévodství)         | 1717 (24. dubna)     | Ex.          | Ursel | vévoda Conrad Albert dʻUrsel, baron z Hoboken | |
|                | Hoogstraeten (vévodství)    | 1740 (14. ledna)     | 1846         | Salm-Salm | kníže Mikuláš Leopold Salm-Salm, hrabě z Hoogstraeten | |
|                | Turnhout (vévodství)        | 1753 (7. dubna)      | 1768         | Silva-Tarouca | | |
|                | Waterloo                    | 1815 (29. září)      | 1872         | Wellesley | Arthur Wellesley, vévoda z Wellingtonu ze Ciudad Rodriga a z Victorie, markýz z Torres Vedras | |

### Burgundské vévodství
Burgundští vévodové z rodu Valois byli prvními zeměpány v Nizozemí, o kterých je známo, že udíleli šlechtické tituly vztažené k "burgundským zemím", tedy především k Nizozemí. Nejvyšším relativně běžně udíleným titulem byl titul hraběcí. Přinejmenším v jednom případě byl ale tento zvyk překročen a došlo k udělení titulu knížecího. Případy udílení zemských titulů vévody či markýze nejsou známy. Burgundští vévodové převzali z Francie tamní šlechtický systém, a proto všechny jimi udílené tituly, i knížecí, byly udíleny přísně podle práva prvorozenectví (primogeniturně) a vztahovaly se ke konkrétnímu lénu.
| Knížecí erb | Datum nobilitace     | Knížecí rod (v závorce knížecí titul, pokud se odlišoval od příjmení) | Jméno prvního knížete                                 | Typ udělení titulu | Datum vymření rodu po meči či vyhasnutí knížecího titulu | Autonomní knížectví                    | Poznámky |
| ----------- | -------------------- | --------------------------------------------------------------------- | ----------------------------------------------------- | ------------------ | -------------------------------------------------------- | -------------------------------------- | --- |
|             | kol. r. 1400         | Páni ze Steenhuyse (kníže )                                           | asi Felix van Steenhuyse                              | primogeniturně     | 1443                                                     | Knížectví Steenhuyse (dnes Steenhuize) | - Titul vázán na držbu knížectví - V burgundských poměrech výjimečný knížecí titul (jediný vévody udělený) byl udělen Filipem Smělým či Janem Nebojácným kvůli tradičně dobrým vztahům rodiny van Steenhuyse s flanderskými hrabaty (burgundští vévodové byli taktéž hrabaty ve Flandrech) |
|             | 1416 (1. zmínka)     | Hrabata z Apremontu (kníže z Amblise)                                 | hrabě Gobert dʻApremont (1. doložený kníže)           | primogeniturně     | 1550                                                     | Knížectví Amblise                      | Není jisté, jestli knížecí titul byl opravdu udělen burgundskými vévody, případně jiným panovníkem, mohlo jít i o svévolné přisvojení si knížecího titulu a jeho postupné obecné uznání (tzv. vydržení)                                                                                    |
|             | 1417 (24. listopadu) | Páni de Béthune (kníže z Montglion)                                   | Guillaume de Béthune, hrabě z Namuru, pán z Argenteau | primogeniturně     |                                                          | Knížectví Montglion                    | - Titul vázán na držbu knížectví |

### Habsburské Nizozemí
Prvním Habsburkem, který udělil v Nizozemí knížecí titul, byl Maxmilián I. v případě knížete ze Chimay. Učinil tak oficiálně z říšské pravomoci jako římský král, ovšem za života císaře Fridricha III., což se příčilo dobovým zvyklostem. Navíc se říšský knížecí titul (dědičný všem potomkům v mužské linii) vztahoval na nově zřízené nizozemské zemské knížectví bez říšské bezprostřednosti. Navíc se tak stalo řadu let před mírovou smlouvou ze Senlis (23. května 1493), který ukončil burgundskou nástupnickou válku mezi Habsburky a rodem Valois a ztvrdil práva Habsburků na vládu ve většině země. Ze všech těchto důvodů je toto knížecí povýšení nanejvýš sporné.
Nesporné knížecí a vévodské tituly (spolu s řadou dalších včetně v zemi do té doby neznámého markýze), začal udělovat Karel I. ihned po svém nástupu na španělský trůn. Tyto tituly byly navíc již výslovně zemské, z titulu burgundského vévody, ačkoli Karel byl také římský císař a tedy mohl udílet i celoříšské tituly, což skutečně občas i v "Burgundsku" činil. Burgundsko mělo vlastní šlechtickou obec oddělenou jak od šlechty v říši, tak od šlechty španělské. Karel I. (V.) dodržoval dosud platnou šlechtickou hierarchii a právo, zavedené v zemi po francouzském vzoru. Proto se vůbec nesnažil opětovně do Nizozemí zavádět šlechtické zvyklosti z říše a naopak posiloval místní autonomii ve všech oblastech života, což vyvrcholilo 4. listopadu 1549 vydáním tzv. pragmatické sankce, která zajišťovala nedělitelnost Nizozemí (17 provincií) a navíc jeho širokou autonomii v rámci Svaté říše. Ve šlechtických záležitostech se to projevovalo francouzským systémem titulů, vazbou titulu na zemské léno a primogeniturním děděním těchto titulů i lén. Již Karel I. zakázal svým burgundským poddaným přijmout titul od cizího panovníka bez svolení panovníka vlastního. Filip II. pak toto nařízení ještě zpřísnil tím, že v roce 1595 zakázal svým poddaným se o tyto cizí tituly i jakkoli ucházet a za "cizího" panovníka byl v Nizozemí napříště považován dokonce i císař.
| Knížecí erb | Datum nobilitace | Knížecí (vévodský) rod (v závorce knížecí/vévodský titul, pokud se odlišoval od příjmení) | Jméno prvního knížete                                                                              | Typ udělení titulu | Datum vymření rodu po meči či vyhasnutí knížecího titulu | Autonomní knížectví či vévodství | Poznámky |
| ----------- | ---------------- | ----------------------------------------------------------------------------------------- | -------------------------------------------------------------------------------------------------- | ------------------ | -------------------------------------------------------- | -------------------------------- | --- |
|             | 1534 (1. dubna)  | Croÿ (vévoda z Aarschot)                                                                  | Filip II. de Croÿ, vévoda ze Sorie a Archi, markýz z Renty a Aarschot, hrabě z Porcéan a Beaumontu | primogeniturně     | 1661                                                     | Vévodství Aarschot               | Titul vázán na držbu vévodství                                                                                          |
|             | 1540 (11. října) | Egmont (kníže z Gaveren)                                                                  | hrabě Lamoraal van Egmont                                                                          | primogeniturně     | 1693                                                     | Knížectví Gaveren                | - Titul vázán na držbu knížectví - Po vymření Egmontů přešlo knížectví sňatkem na rod Pignatelli (drželi jej 1703-1801) |

### Samostatné jižní Nizozemí arcivévody Albrechta
Filip II. byl kvůli nizozemské revoluci ochoten předat vládu v zemi arcivévodovi Albrechtovi Rakouskému a manželu své dcery, infantky Isabely, kteří by tak měli větší naději úspěšně potlačit revoltu stavů na severu, než král ve vzdáleném Španělsku. Samostatné habsburské (jižní) Nizozemí bylo ale jen krátkou epizodou (1599-1621), po které se země znovu vrátila do rukou španělských králů. Habsburský pár totiž, snad pro vysoký věk a příbuzenský poměr, již neměl potomky. Albrecht v zemi šlechtické poměry nijak zásadně nezměnil a pokračoval v dosavadní politice. V roce 1601 se zasadil u bratra Rudolfa o povýšení hraběte Lamorala z Ligne na říšského knížete a sám pak tomuto rodu udělil zemské tituly vázané na rodové državy, které byly pro tento účel povýšeny na knížectví.
| Knížecí erb | Datum nobilitace | Knížecí (vévodský) rod (v závorce knížecí/vévodský titul, pokud se odlišoval od příjmení) | Jméno prvního knížete                     | Typ udělení titulu | Datum vymření rodu po meči či vyhasnutí knížecího titulu | Autonomní knížectví či vévodství | Poznámky |
| ----------- | ---------------- | ----------------------------------------------------------------------------------------- | ----------------------------------------- | ------------------ | -------------------------------------------------------- | -------------------------------- | --- |
|             | 1602 (8. srpna)  | Ligne (kníže)                                                                             | kníže Lamoral I. de Ligne, kníže z Épinoy | primogeniturně     | Ž                                                        | Knížectví Ligne                  | - Potvrzení říšského knížecího titulu z roku 1601 v Habsburském Nizozemí - Nizozemský titul vázán na držbu knížectví |
|             | 1608 (20. dubna) | Ligne (kníže z Amblise)                                                                   | kníže Floris de Ligne, kníže z Épinoy     | primogeniturně     | Ž                                                        | Knížectví Amblise                | - Syn a dědic prvního knížete z Ligne - Titul knížete z Amblise se v rodě udržel i po ztrátě knížectví               |
|             | 1614 (8. února)  | Arenbergové (kníže z Barbançonu)                                                          | princ Robert de Ligne-Arenberg            | primogeniturně     | 1693                                                     | Knížectví Barbançon              | Titul vázán na držbu knížectví                                                                                       |

### Španělské Nizozemí
Po obnovení vlády nad Nizozemím ponechaly španělští Habsburkové šlechtický systém francouzského vzoru, který byl v zemi již pevně zakotven. Ustálilo se definitivně pravidlo o nadřazenosti knížecího titulu nad vévodským. S výjimkou dvou případů (Rubempré a Longueval) se knížecí titul vždy vázal na držbu některého statku v zemi, povýšeného výslovně na knížectví. Nových knížat a tedy i knížectví výrazně přibylo, nedošlo ale v žádném případě k takové titulární inflaci knížat a vévodů, jaká byla obvyklá v 18. a 19. století v bourbonském Neapolsku a Sicílii. Navíc situaci právně vyjasnil edikt krále Filipa IV. z 8. května 1664, podle kterého muselo zemské panství přinášet roční výnos přinejmenším 24 000 guldenů, aby mohlo být povýšeno na knížectví. Je zajímavé, že ačkoli byl titul vévody oficiálně nižší než titul knížecí, až do roku 1700 zřídili španělští Habsburkové v zemi jen dvě vévodství a udělili k nim jen dva vévodské tituly (Aarschot a Havré), z nichž první byl udělen ještě Karlem I.
| Knížecí erb | Datum nobilitace     | Knížecí (vévodský) rod (v závorce knížecí/vévodský titul, pokud se odlišoval od příjmení) | Jméno prvního knížete                                                                                               | Typ udělení titulu | Datum vymření rodu po meči či vyhasnutí knížecího titulu | Autonomní knížectví či vévodství                                          | Poznámky |
| ----------- | -------------------- | ----------------------------------------------------------------------------------------- | --- | ------------------ | -------------------------------------------------------- | ------------------------------------------------------------------------- | --- |
|             | 1627                 | Croÿ (vévoda z Havré)                                                                     | Charles Phillipe Alexandre de Croÿ, markýz z Renty                                                                  | primogeniturně     | 1839                                                     | Vévodství Havré                                                           | Titul vázán na držbu vévodství |
|             | 1630 (31. července)  | Montmorency (kníže z Robecque/Robechu)                                                    | Jean de Montmorency, markýz z Morbecque, hrabě z Estaires                                                           | primogeniturně     | 1853 (1860 po přeslici)                                  | Knížectví Robecque/Robech                                                 | - Titul vázán na držbu knížectví - Po vymření rodu Montmorency-Tancarville přešlo na rod Cossé-Brissac |
|             | 1652 (1. srpna)      | Vilain de Gand (kníže z Masmines)                                                         | Philippe Balthazar Vilain de Gand de Mérode, hrabě z Isenghien a z Masmines                                         | primogeniturně     | 1767                                                     | Knížectví Masmines (v současnosti Massemen)                               | - Predikát de Mérode užíval kníže po své matce, baronce Margueritě Isabelle z Mérode-Frentz, hraběnce z Middelbourgu, jejíž rod (přesněji jen rodová větev) po meči vymřel a císař povolil spojení jmen. Kníže Philippe Balthazar sám do rodu Merode nepatřil. - Titul vázán na držbu knížectví |
|             | 1658 (12. července)  | Bournonville (kníže z Buggenhoutu)                                                        | Alexandre II. de Bournonville, bývalý vévoda z Bournonville, hrabě z Henin, baron z Caumontu                        | primogeniturně     | 1727                                                     | Knížectví Buggenhout                                                      | - Titul vázán na držbu knížectví - Císařský rada a bývalý generál a vojenský velitel Vestfálského kraje za třicetileté války, od r. 1649 španělský generál, místokrál katalánský a navarský, rytíř Zlatého rouna - První kníže Alexandre Hippolyt podědil r. 1656 po svém otci Alexandrovi I. vévodství Bournonville v oblasti Boulogne ve Francii (jako druhý vévoda). Protože však vstoupil do služeb Francii nepřátelských mocností: císaře a Španělska, musel titul i majetek předa mladšímu bratrovi, Ambroisovi Françoisovi (Ambrožovi Františkovi), francouzskému generálovi. Španělsko-nizozemský knížecí titul a statky tak představovali náhradu za ztracené pozice ve Francii. Po smrti vévody Ambrože (bez mužských potomků) se ale francouzský a španělský titul i s majetky opět spojily v jedněch rukou za Alexandrova syna: Alexandra III. Alberta. Jeho syn Philipp Alexandre pak byl posledním knížetem i vévodou z rodu. |
|             | 1677 (19. října)     | Hornes (kníže z Hornes)                                                                   | hrabě Eugen Maximilian van Hornes, hrabě z Baucigny a Baleileul                                                     | primogeniturně     | 1763                                                     | Knížectví Hornes (de facto šlo o okolí Overisque, v současnosti Overijse) | - Titul vázán na držbu knížectví - Sňatkem roku 1763 přešlo na knížata Salm-Kyrburg |
|             | 1677 (14. listopadu) | Croÿ (kníže ze Solre)                                                                     | Philippe Emanuel de Croÿ, hrabě ze Solre a z Burenu                                                                 | primogeniturně     | Ž                                                        | Knížectví Solre                                                           | Titul vázán na držbu knížectví |
|             | 1678 (6. května)     | Vilain de Gand (kníže z Isenghien)                                                        | Jean Alphonse Vilain de Gand de Mérode, kníže z Masmines, hrabě z Isenghien, z Middelbourgu, z Ongnies a z Viandenu | primogeniturně     | 1767                                                     | Knížectví Isenghien                                                       | Titul vázán na držbu knížectví |
|             | 1681 (19. února)     | Thurn-Taxisové (kníže z Tour et Tassis)                                                   | hrabě Eugen Alexander Thurn-Taxis                                                                                   | primogeniturně     | 1835                                                     | Knížectví Tour et Tassis                                                  | Městečko Haut Ittre s okolím dostalo jako projev zvláštní milost jméno Thurn-Taxisů a zároveň bylo povýšeno na knížectví. |
|             | 1681 (30. prosince)  | Berghes de Saint-Winock (kníže z Rache)                                                   | Charles Alexandre Eugéne de Berghes de Saint-Winock, hrabě z Rache, baron ze Zetrude                                | primogeniturně     |                                                          | Knížectví Rache                                                           | Titul roku 1704 potvrzen ve Francii Ludvíkem XIV. |
|             | 1686 (1. května)     | Rubempré (kníže z Rubempré a Everberghu)                                                  | Philippe Antoine Dominigue de Rubempré, hrabě z Vertaigne, baron z Everberghu                                       | primogeniturně     | 1704                                                     | Knížectví Everbergh (v současnosti Everberg)                              | - Titul vázán na držbu Everberghu (Rubempré leželo ve Francii, mimo pravomoc španělských králů a proto nebylo povýšeno na knížectví) - Titul vyhasl již s prvním knížetem, ale roku 1704 přešel sňatkem na rod Merode |
|             | 1686 (23. května)    | Glymes (kníže z Berghes)                                                                  | Philippe Francois de Glymes, hrabě de Grimberghe                                                                    | primogeniturně     | 1721                                                     | Knížectví Berghes (Grimberghen)                                           | - Titul vázán na držbu knížectví - Roku 1721 přešel titul sňatkem na rod Alberts |
|             | 1688 (1. června)     | Buquoyové (kníže z Longueval)                                                             | hrabě Karel Filip Buquoy                                                                                            | primogeniturně     | 1703                                                     | ne                                                                        | V době povýšení se Longueval nacházel již ve Francii, která jej získala pyrenejským mírem. Král Karel II. tak nemohl toto panství přímo povýšit na knížectví |

### Rakouské Nizozemí
V Rakouském Nizozemí nebyl již knížecí titul tak pevně svázán s držbou nějakého zemského knížectví. Dosavadní hierarchie titulů v nejvyšších stupních byla obrácena a vévoda byl napříště nadřazen titulu knížete. Nadále se ale dělaly rozdíly mezi knížaty nizozemskými a říšskými. Říšský kníže, obzvláště pak panující, byl nizozemskému vévodovy nadřazen nadále. V rámci habsburské monarchie tvořila šlechtická společnost Rakouského Nizozemí uzavřenou skupinu, jejíž tituly a pocty ani hodnosti nebyly automaticky přijímány v habsburských dědičných zemích. Totéž ovšem platilo také naopak.
| Knížecí erb | Datum nobilitace                                 | Knížecí (vévodský) rod (v závorce knížecí/vévodský titul, pokud se odlišoval od příjmení) | Jméno prvního knížete                                                                | Typ udělení titulu              | Datum vymření rodu po meči či vyhasnutí knížecího titulu | Autonomní knížectví či vévodství | Poznámky |
| ----------- | ------------------------------------------------ | ----------------------------------------------------------------------------------------- | ------------------------------------------------------------------------------------ | ------------------------------- | -------------------------------------------------------- | -------------------------------- | --- |
|             | 1716 - (8. srpna) – kníže - (19. srpna) – vévoda | Ursel (kníže/vévoda)                                                                      | hrabě Conrad Albert dʻUrsel, baron z Hoboken                                         | primogeniturně (kníže i vévoda) | Ž                                                        | ne                               | |
|             | 1717 (24. dubna)                                 | Ursel (vévoda z Hoboken)                                                                  | vévoda Conrad Albert dʻUrsel, baron z Hoboken                                        | primogeniturně                  | Ž                                                        | Vévodství Hoboken                | - Titul vázán na držbu vévodství - Hlava rodu má v Belgii v současnosti (2017) garantováno místo v královské tajné radě – tzv. Modrém salónku (Salon Bleu) |
|             | 1734 (24. prosince)                              | Looz-Corswarem (vévoda)                                                                   | hrabě Joseph Clement de Looz-Corswarem                                               | primogeniturně                  | 1792/1827/Ž                                              | ne                               | - S právem přenést vévodský titul na dceru či adoptovat následníka dle vlastního uvážení v případě vymření, toto právo využito v roce 1792 testamentem z 23. srpna 1785, kdy byl za dědice určen hrabě Guillome Joseph z vedlejší větve rodu - Od 22. prosince 1778 mají členové rodu v hraběcím stavu právo završit svůj hraběcí erb vévodským kloboukem |
|             | 1734 (24. prosince)                              | Looz-Corswarem (vévoda Corswarem-Looz)                                                    | hrabě Louis Felix de Looz-Corswarem                                                  | primogeniturně                  | 1777                                                     | ne                               | - S právem přenést vévodský titul na dceru či adoptovat následníka dle vlastního uvážení v případě vymření, toto právo nevyužito - Titul vyhasl již s prvním knížetem |
|             | 1735 (12. ledna)                                 | Silva-Tarouca (vévoda)                                                                    | Don Emanuel Telles de Silva, hrabě Tarouca, 4. hrabě z Villamayor, markýz z Alegrete | primogeniturně                  | 1839                                                     | ne                               | |
|             | 1736 (13. června)                                | De Gavre (kníže)                                                                          | Charles Emmanuel Joseph de Gavre, markýz dʻAiseau                                    | primogeniturně                  | 1832                                                     | ne                               | Od 27. ledna 1753 s právem na titul markýz vždy pro nejstarší syny a dědice během otcova života |
|             | 1740 (14. ledna)                                 | Salm-Salm (vévoda z Hoogstraeten)                                                         | kníže Mikuláš Leopold Salm-Salm, hrabě z Hoogstraeten                                | primogeniturně                  | 1846/Ž                                                   | Vévodství Hoogstraeten           | - Titul vázán na držbu vévodství - Ačkoli rod vévodství roku 1846 prodal, titul užívá i v současnosti (2017) |
|             | 1746 (16. února)                                 | Beaufort-Spontinové (markýz)                                                              | hrabě Charles Auguste de Beaufort-Spontin                                            | primogeniturně                  | Ž                                                        | ne                               | - Titul markýze s plnými knížecími právy (např. právem na knížecí klobouk v erbu) a knížecí hodností - Zároveň primogeniturní hraběcí titul rozšířen na celý rod |
|             | 1749 (15. listopadu)                             | Looz-Corswarem (kníže)                                                                    | hrabě Charles de Looz-Corswarem                                                      | ad personam                     | 1784                                                     | ne                               | Syn a dědic vévodského titulu po prvním vévodovy, takto obdržel "dočasný" titul knížete. |
|             | 1753 (7. dubna)                                  | Silva-Tarouca (vévoda z Turnhoutu)                                                        | vévoda Emanuel Telles de Silva-Tarouca                                               | primogeniturně                  | 1768                                                     | Vévodství Turnhout               | - Titul vázán na držbu vévodství - Prodejem vévodství titul vévodský zanikl |
|             | 1760 (16. srpna)                                 | Ghistelles (kníže)                                                                        | Philippe III. Alexandre de Ghistelles, markýz ze Saint-Floris                        | primogeniturně                  | 1810                                                     | ne                               | Titul vyhasl již s prvním knížetem |
|             | 1781 (6. září)                                   | Béthune-Hesdigneul (kníže)                                                                | Bernard, rytíř de Béthune-Hesdigneul                                                 | primogeniturně                  | 1931                                                     | ne                               | |
|             | 1782 (2. prosince) (diplom 24. července 1783)    | Beaufort-Spontinové (vévoda)                                                              | markýz Frédéric Auguste de Beaufort-Spontin                                          | primogeniturně                  | Ž                                                        | ne                               | |

### Spojené království Nizozemské
V Republice spojených provincií šlechta oficiálně neexistovala a šlechtické rody tvořily pouze jakési soukromoprávní spolky v jednotlivých provinciích. Nové šlechtické tituly tam ovšem poměrně často udělovali římští císaři, a to i poté, co se země vestfálským mírem od říše odtrhla. Z dob Holandského království pocházelo jen málo nových hraběcích a baronských, případně jen šlechtických rodů, knížata a vévodové žádní. Francouzské císařství, ovládající jižní část země nejmenovalo žádná knížata nebo vévody z řad jižních Nizozemců, resp. Belgičanů. Nizozemské knížectví (1813-1815) a království (od r. 1815) tak jednak zdědilo poněkud nesourodou šlechtickou společnost "severu" a "jihu", jednak muselo po právní stránce vlastní šlechtu teprve "vytvořit". V prvních létech nového království tak docházelo především k panovnickým konfirmacím (potvrzením) knížecích a vévodských titulů nárokovaných z dřívějších dob na různém základě. Všechny knížecí rody měly svou majetkovou základnu, tak jako v předchozích obdobích, na dříve habsburském jihu státu. V Nizozemí byl opět obrácen poměr titulů knížete a vévody, kdy kníže se stal opět nejvyšší šlechtickou hodností v zemi. Šlechtické tituly, které byly zčásti primogeniturně dědičné a zčásti je dědily všichni potomci, byly konfirmovány bez úprav, takže tento titulární dualismus přetrval v zemích Beneluxu až do současnosti. Pořadí titulů bylo a je od nejvyššího k nejnižšímu: kníže (Prins), vévoda (Hertog), markýz (Markies), hrabě (Graaf), purkrabí (Burggraaf, ve francouzštině vikomt: vicomté), baron (Baron), rytíř (Ridder) a šlechtic bez titulu (van a čestný predikát Jonkheer). Královské rozhodnutí (Koninklijk Besluit) z 13. února 1815 stanovovalo čestná oslovení a predikáty pro jednotlivé šlechtické stupně. Knížata a vévodové měli být napříště zváni Vysoce urozenými (Hoog geboren), ovšem s tou výhradou, že mají-li některé knížecí či vévodské rody nárok na vyšší čestný predikát (týkalo se v první řadě mediatizovaných, tedy dříve panujících říšských knížecích rodů a jejich práva být oslovováni Jasnost), má jim být takový predikát automaticky uznán i bez výslovného potvrzení a s povolením překládat jej do státních jazyků: nizozemštiny a francouzštiny.
| Knížecí erb | Datum nobilitace                                                    | Knížecí rod (v závorce knížecí titul, pokud se odlišoval od příjmení) | Jméno prvního knížete                                                                          | Typ udělení titulu                                                | Datum vymření rodu po meči či vyhasnutí knížecího titulu | Autonomní knížectví   | Poznámky |
| ----------- | ------------------------------------------------------------------- | --------------------------------------------------------------------- | ---------------------------------------------------------------------------------------------- | ----------------------------------------------------------------- | -------------------------------------------------------- | --------------------- | --- |
|             | 1815 (29. září)                                                     | Wellesley (kníže z Waterloo)                                          | Arthur Wellesley, vévoda z Wellingtonu ze Ciudad Rodriga a z Victorie, markýz z Torres Vedras  | primogeniturně                                                    | Ž                                                        | Knížectví Waterloo    | - Jeden z tzv. Vítězných titulů udělený vítěznému generálovi nad Napoleonem - Knížectví zahrnovalo pozemky v okolí bitevního pole u Waterloo, ne ale vlastní obec či bojiště - Mladší potomci každého knížete mají nárok na prosté šlechtictví a titul Jonkheer / Jonkvrouw - S predikátem Doorluchtigheid           |
|             | 1816 (16. února)                                                    | Looz-Corswarem (vévoda)                                               | vévoda Joseph Anaud de Looz-Corswarem, kníže z Rheiny-Wolbecku                                 | - primogeniturně (vévoda) - pro veškeré potomky (princ/princezna) | 1827/Ž                                                   | ne                    | - Potvrzení dědičného vévodského titulu pro hlavu rodu a udělení titulu princ/princ všem potomkům, přijetí mezi šlechtu (rytířstvo) provincie Limburg. - Po rozhodnutí sněmu Německého spolku ze 16. srpna 1825 byl i v Nizozemí rodu přiznán predikát Doorluchtige Hoogheid                                         |
|             | 1816 (20. února)                                                    | Beaufort-Spontin (vévoda)                                             | vévoda Frédéric Auguste de Beaufort-Spontin                                                    | primogeniturně                                                    | Ž                                                        | ne                    | - Potvrzení dědičných titulů vévody a markýze pro hlavu rodu a hraběte pro celý rod, přijetí rodu mezi šlechtu (rytířstvo) provincie Namur. - Od první poloviny 19. století žil rod výlučně v Rakousku (viz Seznam knížecích nobilitací Rakouského císařství) a nizozemské majetky různými cestami ztratil.          |
|             | 1816 (5. března)                                                    | De Gavre (kníže)                                                      | kníže Charles Alexandre de Gavre, markýz dʻAiseau                                              | primogeniturně                                                    | 1832                                                     | ne                    | Potvrzení dědičného titulu kníže pro hlavu rodu a markýze vždy pro nejstaršího syna knížete, udělení titulu hrabě všem členům rodu, přijetí rodiny mezi šlechtu (rytířstvo) henegavské provincie. |
|             | 1816 (5. března)                                                    | Méan (kníže)                                                          | François Antoine Marie de Méan de Beauriex, kníže z Méan                                       | ad personam                                                       | 1831                                                     | ne                    | Nizozemské potvrzení říšského knížecího titulu ad personam z 24. září 1792 pro bývalého knížete-biskupa lutyšského, od roku 1817 arcibiskupa mechelenského a od r. 1831 prvního primase Belgie |
|             | 1816 (13. března)                                                   | Ligne (kníže)                                                         | kníže Eugène François de Ligne                                                                 | pro veškeré potomky                                               | Ž                                                        | Knížectví Ligne       | Nizozemské potvrzení říšského knížecího titulu z roku 1601 a habsbursko-nizozemského z roku 1602, přijetí rodiny mezi šlechtu (rytířstvo) Brabantska. |
|             | 1816                                                                | dʻUrsel (vévoda a vévoda z Hoboken)                                   | vévoda Charles Joseph dʻUrsel, vévoda z Hoboken                                                | primogeniturně                                                    | Ž                                                        | Vévodství Hoboken     | - Nizozemské potvrzení vévodských titulů Rakouského Nizozemí z let 1716 a 1717, potvrzení říšského hraběcího titulu z r. 1638 pro celý rod, titul knížete z Ursel z r. 1716, který naopak hlava rodu užívá od r. 1830 v Belgii potvrzen nebyl. - Zároveň přijetí rodu mezi šlechtu (rytířstvo) antverpské provincie. |
|             | - 1817 (13. září) – ad personam - 1823 (15. října) – primogeniturně | Merode (kníže z Rubempré a Everberghu)                                | hrabě Guillaume Charles Ghislain de Merode, kníže z Rubempré a Everberghu, markýz z Westerloo  | ad personam/primogeniturně                                        | Ž                                                        | Knížectví Everberg    | Potvrzení titulů vázaných ke knížectví, které rodina držela od roku 1759, 15. října 1823 byl také hlavě rodu potvrzen titul markýze z Westerloo a titul hraběte/hraběnky pro celý rod |
|             | - 1817 (13. září) – ad personam - 1824 (21. září) – primogeniturně  | Riquet de Caraman (kníže z Chimay)                                    | François Joseph Philippe de Riquet, hrabě z Caramanu                                           | ad personam/primogeniturně                                        | Ž                                                        | Knížectví Chimay      | - S mimořádným osobním privilegiem pro Josepha (I.), prvorozeného syna a dědice prvního knížete, titulovat se kníže/princ ze Chimay ještě za života otce. Privilegium uděleno 4. dubna 1827 - S přijetím mezi šlechtu (rytířstvo) henegavské provincie (13. září 1817)                                               |
|             | 1827 (17. července)                                                 | Mastaing/Merode (kněžna/kníže z Grimberghen)                          | Marie Josephe Félicité de Merode (rozená de Mastaing), kněžna z Grimberghen, hraběnka z Oignes | ad personam/primogeniturně                                        | 1842/Ž                                                   | Knížectví Grimberghen | Potvrzení zděděného knížecího titulu hraběnce Marii Josephe a povolení přenést titul na její potomky v prvorozenecké linii z manželství s Guillaumem Charlesem de Merode (viz výše). |

### Nizozemské království
| Knížecí erb | Datum nobilitace     | Knížecí rod (v závorce knížecí titul, pokud se odlišoval od příjmení) | Jméno prvního knížete                       | Typ udělení titulu | Datum vymření rodu po meči či vyhasnutí knížecího titulu | Autonomní knížectví | Poznámky                                                                                    |
| ----------- | -------------------- | --------------------------------------------------------------------- | ------------------------------------------- | ------------------ | -------------------------------------------------------- | ------------------- | ------------------------------------------------------------------------------------------- |
|             | 1834 (17. listopadu) | Riquet de Caraman (kníže z Chimay)                                    | hrabě Michelle Gabriel de Riquet de Caraman | ad personam        | 1865                                                     | ne                  | Druhorozený syn druhého knížete Josepha (I.) – viz výše a zakladatel rodové sekundogenitury |

### Belgické království
V Belgii byly v principu všechny šlechtické tituly udělené či potvrzené v Nizozemí před vyhlášením belgické nezávislosti platné bez dalšího výslovného potvrzení. Výjimečně byl nějaký takový titul výslovně zamítnut královským výnosem. Totéž se týkalo i čestných oslovení, kde byl v zásadě přijat výnos z 13. února 1815. V Belgii oficiálně neexistuje vévodská hodnost mimo královskou rodinu (korunní princ bývá vévodou brabantským). Vévodský titul, nikoli hodnost, tu byla až roku 1993 přiznána hlavě rodu Arenbergů, ovšem jen jako historická připomínka. Belgická ústava navíc neumožňuje udělit knížecí titul (ale ani např. titul markýze) nikomu, kdo jej nezískal v některé monarchie ještě před vznikem nezávislé Belgie roku 1830. Tituly tak zde nejsou nikdy nově udělovány, ale jen potvrzovány (s výjimkou případu morganatické královské princezny-manželky v roce 1941, což byl však zcela specifický případ). Mimořádným privilegiem pro současné belgické knížecí rody je členství v panovnické tajné radě, tzv. Modrém salonu (Salon Bleu). Členství v této prestižní radě v současnosti (2017) náleží hlavám pouhých osmi knížecích rodů, resp. hlavám jejich v Belgii usedlých rodových větví: Arenberg, Croÿ, Looz-Corswarem, Lobkowicz, Ligne, Ursel, Merode a Riquet de Caraman.
| Knížecí erb | Datum nobilitace                                                                     | Knížecí rod (v závorce knížecí titul, pokud se odlišoval od příjmení) | Jméno prvního knížete                                                                    | Typ udělení titulu                                                                   | Datum vymření rodu po meči či vyhasnutí knížecího titulu | Autonomní knížectví        | Členství v Modrém salonu | Poznámky |
| ----------- | ------------------------------------------------------------------------------------ | --------------------------------------------------------------------- | ---------------------------------------------------------------------------------------- | ------------------------------------------------------------------------------------ | -------------------------------------------------------- | -------------------------- | ------------------------ | --- |
|             | 1846 (20. března)                                                                    | Merode (kníže z Rubempré)                                             | hrabě Henri Maria Ghislain de Merode, kníže z Rubempré a Grimberghen, markýz z Westerloo | primogeniturně                                                                       | Ž                                                        | ne                         | ano                      | - Belgické potvrzení titulu užívaného v rodině od r. 1759 - Užívání titulu: kníže z Everberghu nebylo v Belgii povoleno. |
|             | 1856 (20. dubna)                                                                     | Riquet de Caraman (kníže z Caramanu)                                  | hrabě Joseph (I.) de Riquet de Caraman, kníže z Chimay                                   | pro veškeré mužské potomky                                                           | Ž                                                        | ne, resp. Knížectví Chimay | ne                       | - Caraman je místo ve Francii, které držela hlavní francouzská větev rodu jako vévodství, belgický knížecí titul se proto (zpočátku) nevztahoval ke konkrétnímu knížectví - Od 15. března 1867 s právem na spojený predikát: kníže z Caramanu-Chimay a tedy s přiznáním nizozemského titulu: kníže z Chimay také v Belgii. - Dcerám náleží titul: hraběnka z Caramanu, resp. od 15. března 1867: hraběnka z Caramanu-Chimay |
|             | 1865 (8. května)                                                                     | Riquet de Caraman (kníže z Chimay)                                    | hrabě Alphonse Frédéric de Riquet de Caraman                                             | primogeniturně                                                                       | 1973                                                     | ne                         | ne                       | Nejstarší syn knížete Michella Gabriela (viz výše) |
|             | 1884 (6. února)                                                                      | Ursel (kníže)                                                         | vévoda Marie Charles Joseph de Ursel, vévoda z Hoboken                                   | primogeniturně                                                                       | Ž                                                        | Vévodství Hoboken          | ano                      | - Belgické potvrzení titulu z r. 1716 - Vévodský titul v Belgii neuznán, protože vévoda není součástí platné šlechtické hierarchie - S povolením pro všechny členy rodu užívat v erbu knížecí klobouk (korunu) a plášť (mimo hlavu rodu náleží rodině hraběcí titul) |
|             | 1884 (14. července)                                                                  | Croÿ-Dülmen (kníže z Croÿ)                                            | princ Henri de Croÿ-Dülmen                                                               | pro veškeré potomky                                                                  | 1943                                                     | ne                         | ano                      | - Belgické potvrzení říšského knížecího titulu 24. ledna 1742 - Titul vyhasl již s prvním (bezdětným) knížetem |
|             | 1888 (10. června)                                                                    | Béthune-Hesdigneul (kníže)                                            | kníže Hippolite Marie Henry de Béthune-Hesdigneul                                        | primogeniturně                                                                       | 1931                                                     | ne                         | ne                       | - Belgické potvrzení knížecího titulu z r. 1781 - Titul vyhasl již s prvním knížetem, přenesen na příbuzného (viz níže) |
|             | 1892 (26. ledna)                                                                     | Croÿ-Dülmen (kníže z Croÿ)                                            | princ Ferdinad Charles Joseph de Croÿ-Dülmen                                             | pro veškeré potomky                                                                  | 1958                                                     | ne                         | ano                      | - Belgické potvrzení říšského knížecího titulu z 24. ledna 1742 - Titul vyhasl již s prvním bezdětným knížetem - S predikátem Altesse sérénissime |
|             | 1892 (26. ledna)                                                                     | Croÿ-Dülmen (kníže z Croÿ)                                            | princ Charles Joseph Henri de Croÿ-Dülmen                                                | pro veškeré potomky                                                                  | Ž                                                        | ne                         | ano                      | - Bratr knížete Ferdinanda Charlese - Belgické potvrzení říšského knížecího titulu z 24. ledna 1742 - S predikátem Altesse sérénissime |
|             | 1923 (31. května)                                                                    | Ligne (kníže z Amblise a Épinoy, kníže/princ)                         | kníže Ernest Louis Henri Lamoral de Ligne, kníže z Amblise a Épinoy                      | pro veškeré potomky (kníže/princ z Ligne); primogeniturně (kníže z Amblise a Épinoy) | Ž                                                        | ne                         | ano                      | - Belgické potvrzení dříve udělených knížecích titulů - S predikátem Altesse (pro veškeré potomky) |
|             | - 1927 (17. února) - kníže z Croÿ - 1947 (27. října) - kníže z Croÿ-Rœulx            | Croÿ-Dülmen (kníže z Croÿ, resp. kníže z Croÿ-Rœulx)                  | princ Auguste Marie Gustave de Croÿ-Dülmen, markýz z Rœulx                               | pro veškeré potomky                                                                  | Ž                                                        | ne                         | ne                       | - Belgické potvrzení říšského knížecího titulu z roku 1742 - S právem připojit predikát de Rœulx od 27. října 1947 - S predikátem Altesse sérénissime od 17. února 1927 |
|             | 1929 (5. června)                                                                     | Merode (kníže)                                                        | hrabě Henri de Merode, kníže z Rubempré a Grimberghen, markýz z Westerloo                | primogeniturně, od 25. dubna 1930 pro veškeré potomky                                | Ž                                                        | ne                         | ano                      | |
|             | 1932 (13. července)                                                                  | Béthune-Hesdigneul (kníže)                                            | Auguste Albert Ferdinand de Béthune-Hesdigneul                                           | primogeniturně                                                                       | 1976                                                     | ne                         | ne                       | Nové udělení (přenesení) knížecího titulu ještě na sklonku života knížete Hippolita Marii (viz výše) |
|             | - 1933 (2. ledna) - kníže z Croÿ-Solre - 2004 (27. července) - kníže z Croÿ-Collalto | Croÿ-Dülmen (kníže z Croÿ-Solre, resp. kníže z Croÿ-Collalto)         | princ Leopold Marie Charles de Croÿ-Dülmen, kníže ze Solre                               | pro veškeré potomky                                                                  | Ž                                                        | ne                         | ne                       | - Belgické potvrzení říšského knížecího titulu z roku 1742 - Od 27. července 2004 s právem nést jméno Collalto na základě sňatku po tomto v mužské linii vymřelém knížecím rodu - S predikátem Altesse sérénissime (již od 2. ledna 1933) |
|             | 1934 (8. ledna)                                                                      | Croÿ-Dülmen (princ z Croÿ-Solre)                                      | princ Reginald Charles Alfred de Croÿ-Dülmen                                             | pro veškeré potomky                                                                  | 1961                                                     | ne                         | ne                       | - Mladší bratr knížete Leopolda Marii Charlese (viz výše) - Belgické potvrzení říšského knížecího titulu z roku 1742 - V mužské linii titul vyhasl již s prvním princem, který zanechal jen dcery - S predikátem Altesse sérénissime |
|             | 1937 (6. července)                                                                   | Bernadotte af Visborg (princ)                                         | princ Karel Švédský, vévoda z Östergotlandu                                              | ad personam (princ), pro veškeré potomky (hrabě)                                     | 2003                                                     | ne                         | ne                       | - Švédský princ, který se morganaticky oženil s hraběnkou Elsou von Rosen, ztratil práva na členství ve švédské královské rodině, ale král Leopold III. Belgický, princův švagr, jej přijal mezi belgickou šlechtu - Princ a hrabata Bernadotte af Visborg nebyli nikdy přijati do řad švédské šlechty |
|             | 1941 (11. září)                                                                      | Baels (princezna z Réthy)                                             | Mary Lilian Baels                                                                        | ad personam                                                                          | 2002                                                     | ne                         | ne                       | - Druhá manželka krále Leopolda III. - Titul udělen ve svatební den a manželství bylo od začátku považováno za morganatické s ohledem na královy potomky z prvního manželství i na belgickou ústavu a veřejnost - S predikátem Altesse royale |
|             | 1953 (16. července)                                                                  | Arenbergové (kníže)                                                   | vévoda Engelbert Charles dʻArenberg, vévoda z Aarschot                                   | pro celý rod, resp. v Belgii usazené členy                                           | Ž                                                        | ne                         | ano                      | - Belgické potvrzení říšského knížecího titulu z roku 1574 - Titul vévody, udělený v říši celému rodu roku 1644 nebyl v Belgii potvrzen, neboť tu v rámci šlechtické hierarchie vůbec neexistuje - S predikátem Altesse sérénissime |
|             | 1958 (12. února)                                                                     | Lobkovicové (princ)                                                   | princ Ladislav z Lobkovic                                                                | pro veškeré potomky                                                                  | Ž                                                        | ne                         | ano                      | - Belgické potvrzení říšského knížecího titulu z roku 1623/24 - S predikátem Altesse sérénissime |
|             | 1978 (29. května)                                                                    | Habsburkové-Lotrinští (kníže)                                         | arcivévoda Rudolf Maria                                                                  | pro veškeré potomky                                                                  | Ž                                                        | ne                         | ne                       | - Manžel belgické šlechtičny, baronky Marie Hélène de Villenfagne de Vogelsanck - Titul udělen zároveň s přijetím mezi belgickou šlechtu - S predikátem Altesse sérénissime |
|             | 1983 (19. srpna)                                                                     | Habsburkové-Lotrinští (kníže)                                         | arcivévoda Karel Kristián                                                                | pro veškeré potomky                                                                  | Ž                                                        | ne                         | ne                       | - Manžel princezny Marie Astrid Lucemburské - Titul udělen zároveň s přijetím mezi belgickou šlechtu - S predikátem Altesse sérénissime |
|             | 1993 (13. prosince) (diplom 26. září 1994)                                           | Arenbergové (vévoda)                                                  | vévoda Jean Engelbert dʻArenberg, vévoda z Aarschot                                      | primogeniturně                                                                       | Ž                                                        | ne                         | ano                      | - Výjimečné (jediné) belgické udělení vévodského titulu mimo královskou rodinu, potvrzení říšského titulu z roku 1644 - Titul je oproti nobilitaci z roku 1644 omezen jen na hlavu rodu, navíc se jedná o přiznání titulu, ale nikoli vévodské hodnosti (vévoda je nadále roven ostatním knížatům) |
|             | 2007 (27. dubna)                                                                     | Swiatopelk-Czetwertyński (kníže)                                      | knížata bratři Konstantin a Alexander Swiatopelk-Czetwertyński                           | pro veškeré potomky                                                                  | Ž                                                        | ne                         | ne                       | Belgické potvrzení knížecího titulu, vztahující se na údajný rurikovský původ a v Rusku uznávaného od roku 1495 |

## Galerie

Heraldická koruna knížat a královských princů v Belgii
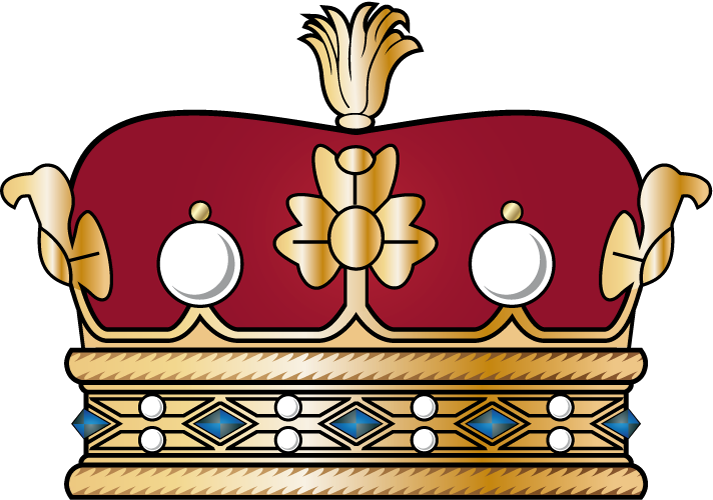
Heraldická koruna vévodů Španělského a Rakouského Nizozemí, užívaná neoficiálně vévody v Belgii (mimo říšských vévodů)
Heraldická koruna knížat v Nizozemí
Heraldická koruna vévodů v Nizozemí (v současnosti již neužívaná)